# 7324 Carret
7324 Carret eller 1981 BC är en asteroid i huvudbältet som upptäcktes den 31 januari 1981 av Harvard College Observatory. Den är uppkallad efter amerikanen Philip L. Carret.
Asteroiden har en diameter på ungefär 6 kilometer.